# Campinense Clube
Campinense Clube este o echipă de fotbal din Campina Grande, statul Paraíba, Brazilia. 

## Palmares
- Copa do Nordeste: 1

2013
- Campeonato Paraibano: 18

1960, 1961, 1962, 1963, 1964, 1965, 1967, 1971, 1972, 1973, 1974, 1979, 1980, 1991, 1993, 2004, 2008, 2012
- Campionatul Braziliei Série B: 0

Finalistă (1): 1972